# 陳嘉言 (光緒進士)
陳嘉言（1851年—1934年），字梅生，湖南省衡州府衡山縣人，清朝政治人物。

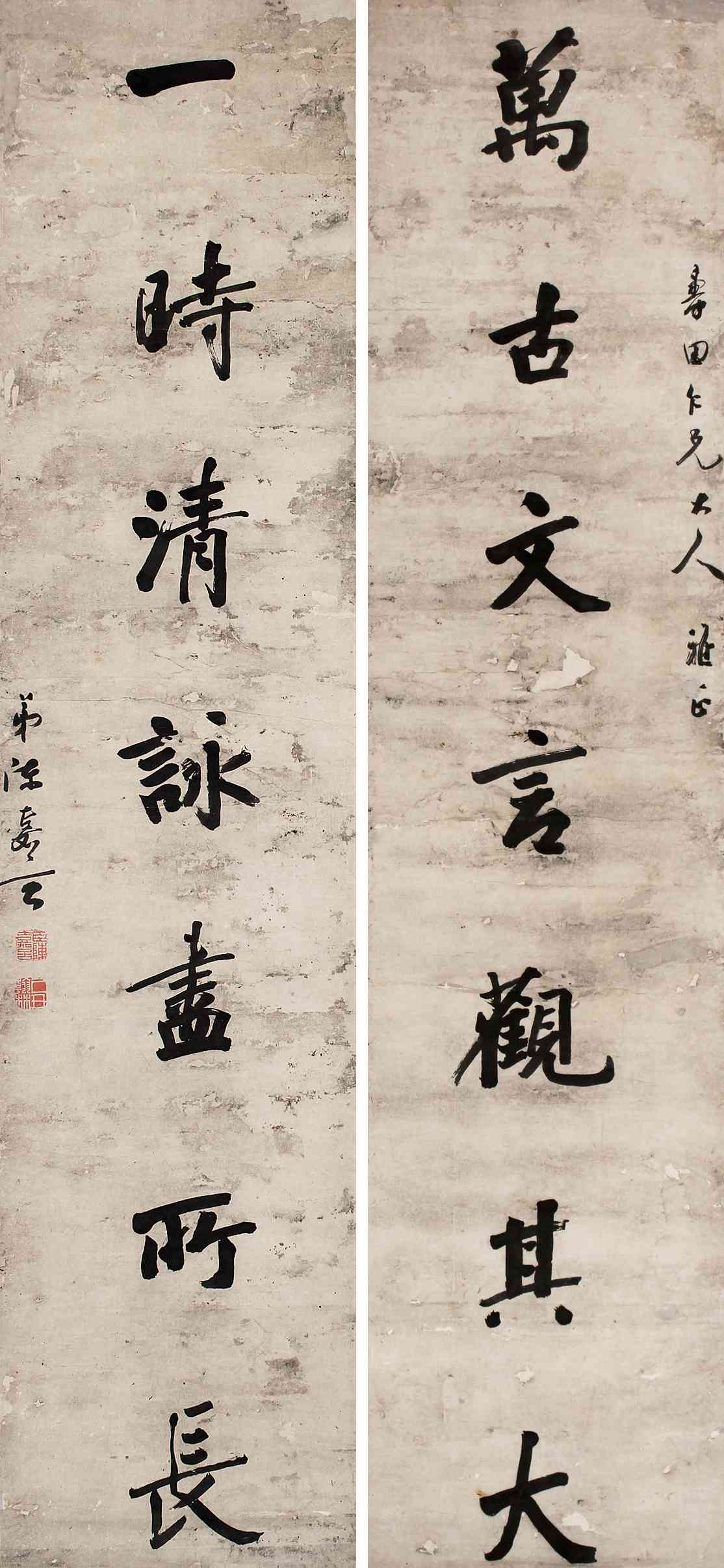
陳嘉言對聯

## 生平
陳嘉言為陳源（字虎臣）的三子之一。其父早逝，母為台灣府同知張學尹之女，通詩書，以教子。光緒八年（1882年）壬午科湖南鄉試第一名舉人（解元），與胞兄陳毓光同榜。光緒十五年（1889年），参加光緒己丑科殿試，登進士二甲9名，與胞兄陳毓光、陳毓昌同榜。同年五月，改翰林院庶吉士。光緒十六年四月，散館，授翰林院編修。历任京畿道监察御史、江南道监察御史，1903年開始任漳州知府，任内“三遇水災”，他築堤救災，受到當地人的擁戴。1911年武昌起義後，作爲漳知府的陳嘉言掛印回湘，因缺乏路費而將兩個幼女以800銀元之價賣給漳州富商孫宗蔡和蔡平甫。1914年，民國國史館館長王湘綺聘陳嘉言為編纂。袁世凱曾出2萬金遣人請他作文，但被其拒絕，後被推舉為國會議員。1920年前往北京，1926年任北京湖廣會館第一屆董事會董事長。有子陳少梅。

## 家庭
父亲：陈源，字虎臣。母亲：张氏，台灣府同知張學尹之女。
- 胞兄：陳毓光
- 胞兄：陈毓昌
- 妻子：舒琼仙（1885年-1955）
  - 女儿：陈云凤，女婿夏绍范
    - 长子夏明翰
- *儿子：陈少梅，儿媳冯忠莲

### 書目
- （清）法式善等，《清秘述聞三種》，中華書局，清代史料筆記叢刊，ISBN：ISBN 7101017428。